# Fort Conger
Koordinaten: 81° 44′ 52″ N, 64° 46′ 3″ W

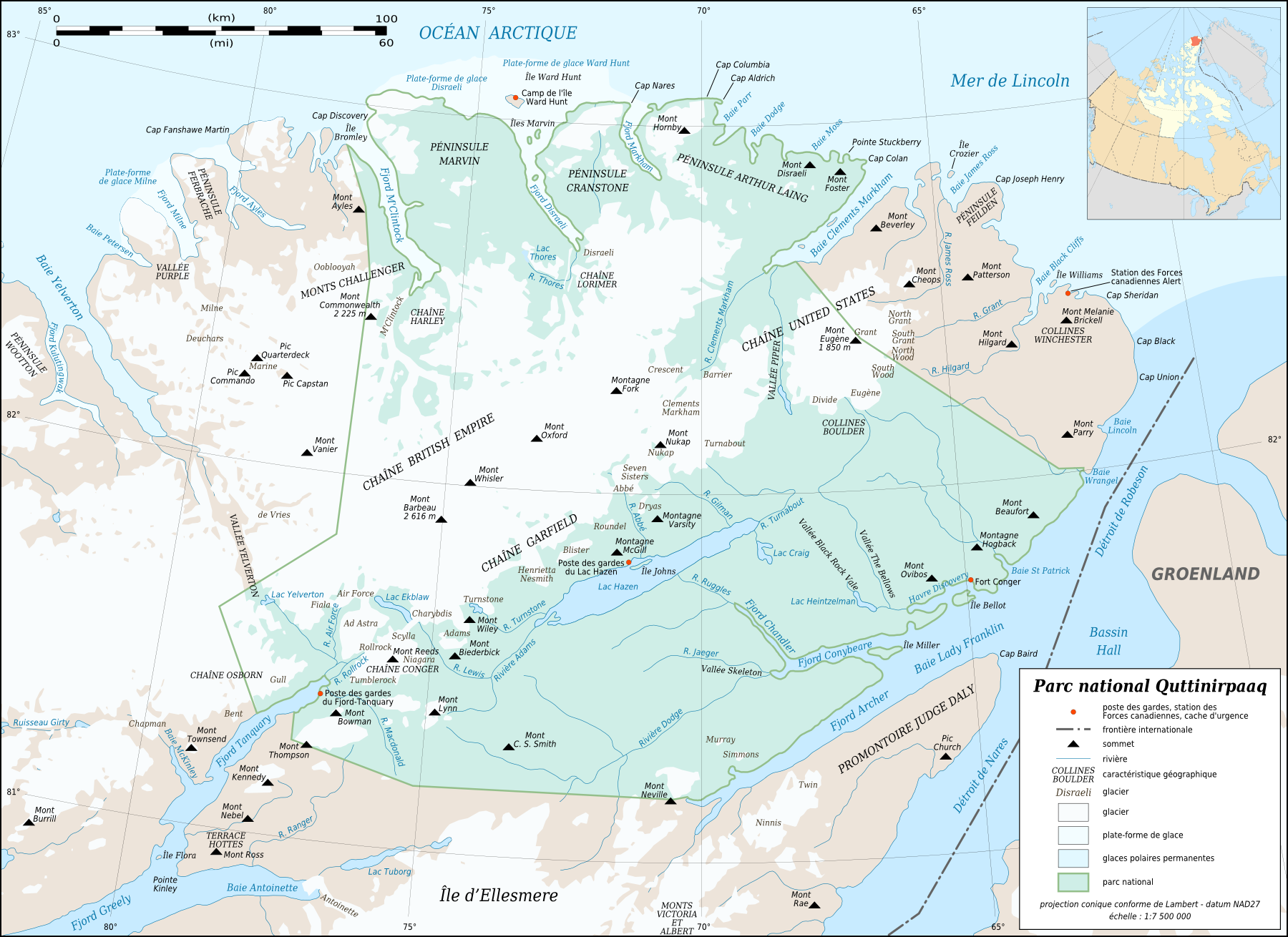
Die Karte des Quttinirpaaq-Nationalparks zeigt die Lage Fort Congers

Fort Conger ist eine verlassene Forschungs- und Wetterstation im Discovery Harbour am nördlichen Eingang der Lady Franklin Bay an der nördlichen Ostküste der Ellesmere-Insel im arktischen Norden Kanadas. Die Gegend gehört zum Quttinirpaaq-Nationalpark und wird gelegentlich von Kreuzfahrtschiffen angesteuert.

## Geschichte
Die Bucht, an der später die kleine Siedlung errichtet wurde, erkundete erstmals 1875/76 eine britische Arktis-Expedition unter Leitung des Admirals George Nares, dem Namensgeber der Nares-Straße (engl. Nares Strait) zwischen der Ellesmere-Insel und Grönland. Die beiden Schiffe HMS Alert und HMS Discovery ankerten vor der Küste, an der ein zunächst provisorisches Basislager eingerichtet wurde. Topograph Thomas Mitchell kartografierte und fotografierte die Umgebung und erforschte die Lebensumstände der dort vereinzelt lebenden Inuit. Im Sommer 1881 schiffte sich eine Polar-Expedition unter Leitung des amerikanischen Fernmelde-Offiziers Adolphus Greely in St. John’s (Neufundland) auf dem Robbenfänger-Schiff Proteus ein und ließ sich am 11. August an der ungefähren Stelle absetzen, wo Nares überwintert hatte. Neben den 24, allesamt mit den Verhältnissen in der Arktis unerfahrenen Soldaten gingen ein Arzt, ein Zivilist und zwei Inuit, die bei einem Zwischenstopp in Grönland zugestiegen waren, an Land. Die Station wurde nach dem amerikanischen Senator Omar D. Conger benannt, der die Expedition unterstützt hatte. Rechtzeitig zum international ausgerufenen Polarjahr ab 1. Juli 1882 sollten meteorologische, magnetische und astronomische Messungen durchgeführt werden. Das ursprünglich errichtete Holzgebäude soll 18 m lang, 5 m breit und etwa 3 m hoch gewesen sein, in Anbauten waren die Vorräte untergebracht.

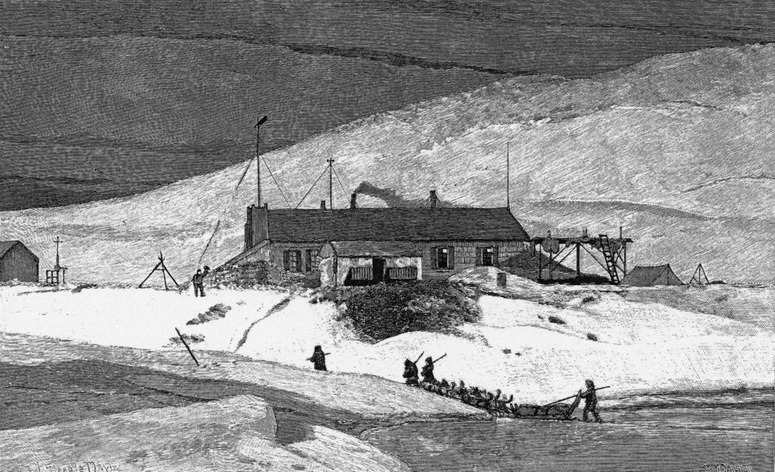
Fort Conger am 20. Mai 1883

Bei Erkundungen der näheren und weiteren Umgebung erreichten Expeditionsmitglieder unter Leitung von James B. Lockwood (1852–1884) die nördlichste bis dahin von Forschern erreichte Position (83°  24′ N), die erst 1895 von Fridtjof Nansen und Fredrik Hjalmar Johansen übertroffen wurde. In Fort Conger erschien auf Initiative des Fotografen George W. Rice (1855–1884) sogar die Zeitung Arctic Moon. Am Ende verhungerten oder erfroren 75 % der Expeditionsmitglieder, da der Nachschub-Dampfer Neptune, der am 8. Juli 1882 von St. John’s aufgebrochen war, das Fort wegen der Eisverhältnisse nicht erreichen konnte und umkehren musste, nachdem er weiter südlich Vorräte abgeladen hatte. Auch ein zweiter Rettungs-Versuch, diesmal der Schiffe Proteus und Yantic, die am 29. Juni 1883 von St. John’s aus in See stachen, scheiterte, nicht zuletzt wegen der mangelnden nautischen Kenntnisse der Verantwortlichen. Im August 1883 führte Greely seine Männer nach Süden, wo sie bei Cape Sabine auf Pim Island eine neue Station (Camp Clay) errichteten. Dort wurden von einer dritten Rettungs-Expedition mit vier Schiffen am 22. Juni 1884 nur noch sieben Männer lebend vorgefunden, von denen einer kurz darauf starb.
Der amerikanische Polarforscher Robert Edwin Peary kam drei Mal nach Fort Conger. Bei seiner ersten Expedition 1899 musste er sich hier einige erfrorene Zehen amputieren lassen, was ihn einige Wochen ans Camp fesselte. Die vorgefundenen, mit Teerpappe überzogenen Baulichkeiten fand er völlig unpassend für das arktische Klima, weshalb er mit dem Holz mehrere kleinere, eng benachbarte Hütten bauen ließ. Auf der Wand einer dieser Holzhütten hinterließ er den Ausspruch Inveniam viam aut faciam, ein Zitat Hannibals („Ich finde oder ich bahne mir den Weg“). 1905 und 1908 schlug Peary bei seinen Forschungsreisen ebenfalls kurzzeitig in Fort Conger sein Lager auf. In den Jahren 1915 bis 1935 folgten weitere Polar-Expeditionen. 1937 plante eine privat finanzierte, elfköpfige amerikanische Polar-Expedition unter Leitung des Meteorologen Clifford J. MacGregor (1904–1985), in Fort Conger längerfristig eine Forschungs- und Wetterstation zu unterhalten, doch der zu Ehren von Admiral Greely in A. W. Greely umgetaufte Schoner Donald II scheiterte am Eisgang und erreichte Fort Conger nicht. MacGregor und seine Leute mussten ihre Wetterbeobachtungen stattdessen in Etah (Grönland) machen.

## Forschungsarbeiten
Die Universität von Minnesota untersuchte den Zerfall der zwei erhaltenen Holzhütten (bei einer dritten fehlt das Dach), die Peary 1900 errichten ließ, durch Witterungseinflüsse sowie arktische Lebensformen wie Pilze, Flechten und Mikroben. Analysen vor Ort ergaben überraschend große Mengen Arsen im Boden.

## Bedrohung durch Klimawandel
Durch den Klimawandel sind die Ruinen von Fort Conger wie viele andere arktische Siedlungen stark gefährdet. So drohen die Holzhütten im aufweichenden Permafrostboden zu versinken, die Wellen des zeitweise eisfreien Meeres können bei Sturm viel weiter als früher ins Landesinnere vordringen. Kreuzfahrt-Touristen erreichen abgelegene Orte der Arktis wie Fort Conger durch die Klima-Erwärmung leichter und richten bei der Besichtigung ebenfalls Schäden an. Im Auftrag des Archäologie-Lehrstuhls der University of Calgary wurde daher 2010 mit Hilfe eines gebrauchten Digitalscanners ein dreidimensionales Modell der Örtlichkeit mit einem Umfang von 32 000 Quadratmetern angefertigt. Weitere 3D-Modelle sowie umfangreiche Restaurierungsarbeiten sollen in den kommenden Jahren folgen.

## Trivia
Der amerikanische Science-Fiction-Film Insel am Ende der Welt (1974) spielt teilweise in Fort Conger.